# Kościół Znalezienia i Podwyższenia Krzyża Świętego w Korycinie
Kościół pw. Znalezienia i Podwyższenia Krzyża Świętego w Korycinie – rzymskokatolicki kościół parafialny we wsi Korycin, w województwie podlaskim. Należy do dekanatu Korycin archidiecezji białostockiej.

## Historia
Obecna świątynia została wzniesiona w stylu neogotyckim według projektu inżyniera Jana Hinza. W 1899 roku uzyskano zgodę na budowę i zaczęły się pierwsze prace. Budową kierował proboszcz ks. Bolesław Moczulski, którego w 1902 roku władze carskie pozbawiły parafii. Budowę kontynuował nowy proboszcz – ksiądz Zygmunt Czarkowski. Kościół, jeszcze nie ukończony został konsekrowany przez biskupa wileńskiego Edwarda von Roppa w dniu 11 września 1905 roku. 
Podczas pierwszej i drugiej wojny światowej świątynia doznała silnych uszkodzeń. W sierpniu 1915 roku budowla została ostrzelana przez artylerię. Szkody po pierwszej wojnie światowej zostały naprawione w latach 1921-1923 przez księdza Antoniego Walentynowicza. Pod koniec lipca 1944 roku wycofujący się hitlerowcy podłożyli materiał wybuchowy. Została zrujnowana jedna wieża, a cała świątynia doznała poważnych zniszczeń.

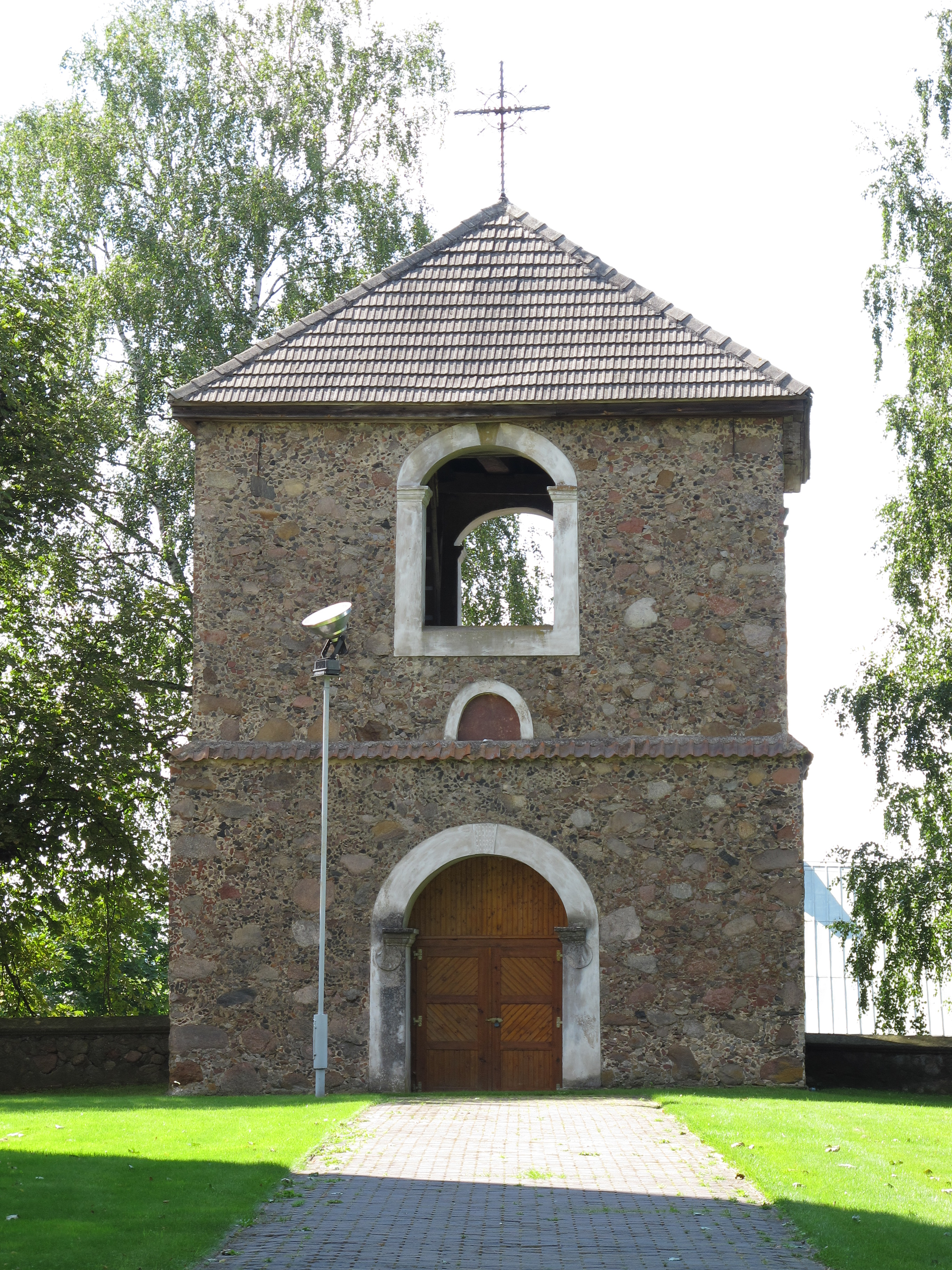
Dzwonnica

Od 1947 roku ksiądz Ignacy Troska, a po nim ksiądz Alfons Zienkiewicz kierowali odbudową i remontem budowli. Dalszymi pracami remontowymi kierował ksiądz Antoni Bachurzewski (w latach 1972-1973 zakończyła się odbudowa wieży i świątynia została wzmocniona szkarpami).